# Pietro Capaldo
Pietro Capaldo est un magistrat et un homme politique italien, né le 27 avril 1845 à Bisaccia (Campanie) et mort le 4 décembre 1925 à Naples. 

## Biographie
Capaldo naît au palais Capaldo (Palazzo Capaldo) à Bisaccia, une commune de la haute Irpinia. Il est le frère du député Luigi Capaldo. 
Capaldo est diplômé de jurisprudence. Au début du XXe siècle, il occupe des postes importants comme celui de Président de la Cour de cassation, puis celui de sénateur de la XXIIIe législature du royaume d'Italie de 1909 à 1913.
Il est aussi procureur général.
Sur la façade de son palais natal, une plaque commémorative lui rend hommage.